# Andrew King Cowper
Andrew King Cowper, avstralski častnik, vojaški pilot in letalski as, * 16. november 1898, Bingara, Novi Južni Wales, Avstralija, † 25. junij 1980, Randwick, Novi Južni Wales, Avstralija.  	
Stotnik Cowper je v svoji vojaški karieri dosegel 19 zračnih zmag.

## Odlikovanja
- vojaški križec (MC) z dvema ploščicama